# The Creation
 (mars 2016).
Si vous disposez d'ouvrages ou d'articles de référence ou si vous connaissez des sites web de qualité traitant du thème abordé ici, merci de compléter l'article en donnant les références utiles à sa vérifiabilité et en les liant à la section « Notes et références ».
The Creation est une formation de beat anglo-saxonne qui a débuté en 1966.
Même s’ils n’étaient pas très populaires dans leur pays, ils ont joui d’une bonne réputation en Allemagne, ce qui leur a permis d’y sortir un album. Produit par Shel Talmy (the Who, the Kinks, etc.) leurs bombes mod telles que Makin' Time ou Biff Bang Pow ont eu une certaine influence sur la scène indie britannique, en particulier Alan McGee qui nomma son groupe, Biff Bang Pow!, et son label Creation Records en leur hommage.
Le guitariste Eddie Phillips était probablement un des plus doués de sa génération, The Who lui a demandé de rejoindre leur rang, et Jimmy Page a découvert la technique du jeu à l’archet pour la guitare à son contact lors d’une session de studio.

## Membres originaux
Kenny Pickett, Eddie Phillips, Mick Thompson and Jack Jones proviennent du groupe The Mark Four avec John Dalton, qui a quitté le groupe pour rejoindre The Kinks en remplacement de Pete Quaife. Bob Garner avait joué dans le groupe de Tony Sheridan.
- Kenny Pickett (né Kenneth George Pickett le 3 septembre 1942 à Ware dans le Hertfordshire, mort le 10 janvier 1997) au chant ;
- Eddie Phillips (né Edwin Michael Phillips le 15 août 1942 à Leytonstone dans l’Outer London) à la guitare solo ;
- Mick Thompson à la guitare rythmique ;
- Jack Jones (né Jack Llewleyn Jones le 8 novembre 1944 à Northampton dans le Northamptonshire) à la Batterie ;
- Bob Garner (né Robert Anthony Garner le 15 mai 1946 à Warrington dans le Lancashire) à la basse.

Kenny Pickett, après avoir également été tour manager pour Led Zeppelin ou Steppenwolf, est mort sur scène dans un pub de Mortlake, au sud-ouest de Londres, en interprétant Johnny B. Goode de Chuck Berry lors d'un rappel. L'autopsie n'a pas révélé les causes du décès.

## Discographie

### Albums
- 1967 - We Are Paintermen (Hit-ton, sorti uniquement en Allemagne, aux Pays-Bas, en France et en Suède)
- 1999 - Power Surge (Creation)
- 2004 - Psychedelic Rose: The Great Lost Creation Album (Cherry Red)

### Singles
- Juin 1966 - Making Time / Try and Stop Me
- Octobre 1966 - Painter Man / Biff Bang Pow
- 1967 - Cool Jerk / Life Is Just Beginning (en Allemagne seulement)
- Juin 1967 - If I Stay Too Long / Nightmares
- Octobre 1967 - Life is Just Beginning / Through My Eyes
- Février 1968 - How Does it Feel to Feel / Tom Tom
- Mai 1968 - Midway Down (John Wonderling/Los Shapiro) / The Girls are Naked (Pickett/Gardner/Jones) (Polydor 56246)
- Bonney Moroney (Larry Williams) b/w Mercy, Mercy, Mercy! (Larry Williams/Johnny Watson/Zawinul) (en Allemagne seulement, Hit-ton HT 300210)
- 1968 For All that I Am (Friedland/Kahan) b/w Uncle Bert (Wood/Pickett/Gardner/Jones) (Hit-ton HT 300235, Germany)
- 1968 - Mercy, Mercy, Mercy / Uncle Bert (en Allemagne seulement)
- Avril 1987 - A Spirit called Love / Making Time / Mumbo Jumbo (12" EP)
- Juillet 1994 - Creation / Shock Horror / Power Surge (CD single)
- Juillet 2008 - Red With Purple Flashes (promo 1 face - strictly limited 200 only Planet 240708)

### Compilations et albums live
- 1968 - The Best of The Creation (Pop, sorti seulement en Allemagne et en Suède)
- 1973 - Creation 66-67 (Charisma, 12" LP)
- 1973 - Makin' Time / Painter Man (7" single)
- 1975 - The Creation (UK collection)
- 1982 - The Mark Four/The Creation (Eva, German collection)
- 1982 - How Does it Feel to Feel? (Edsel, 12" LP)
- 1984 - Recreation (Line, 12" LP)
- 1984 - We Are Paintermen (12" LP)
- 1984 - Making Time / Little Bert (Eva, 7" single)
- 1985 - Live at the Beat Scene Club (7" EP)
- 1993 - Lay the Ghost (Universal)
- 1994 - Painter Man (Edsel, UK budget collection)
- 1998 - Our Music Is Red - With Purple Flashes (Diablo, UK collection)
- 1998 - Complete Collection, Vol. 1: Making Time (Retroactive)
- 1998 - Complete Collection, Vol. 2: Biff Bang Pow (Retroactive)
- 2007 - The Singles Collection (Get Back Italy)

### DVD
- 2004 - Red with Purple Flashes: The Creation Live (Cherry Red)